# Rhysipolis setmus
Rhysipolis setmus är en stekelart som beskrevs av Papp 1987. Rhysipolis setmus ingår i släktet Rhysipolis och familjen bracksteklar. Inga underarter finns listade i Catalogue of Life.